# Ferdinand Spickermann
Ferdinand Spickermann (* 29. November 1812 in Stargard in Pommern; † 26. April 1880 in Berlin, auch Spieckermann) war ein Berliner Arzt und Grundbesitzer.

## Leben
Spickermann ließ sich nach seinem Medizinstudium als Arzt in Berlin nieder. 1844 heiratete er eine Tochter des Gutsbesitzers Wilhelm Gotthold Büttner. Büttner und nach seinem Tod Spickermann besaßen die größte Ackerwirtschaft Berlins. Bei der Erschließung der Baugebiete zwischen Berlin und der Stadt Pankow wurde 1906 eine Straße zu seinen Ehren als Spiekermannstraße im heutigen Ortsteil Pankow angelegt. Im Essener Stadtteil Fulerum ist ebenfalls eine Straße nach ihm benannt worden. Im Jahre 1874 kaufte Dr. Spickermann das Rittergut Rangsdorf bei Zossen, das 1880 sein Sohn Richard Spiekermann und nach dessen Tod der Enkel Richard übernahm.

## Grundbesitz
Vom Gutshof in der Nähe des Schönhauser Tors wurden seit 1822 Flächen bewirtschaftet, welche heute größtenteils als Wohnquartiere im nördlichen Prenzlauer Berg bebaut sind. Neben dem Block Alte Schönhauser 3/4 – Linienstraße 222/228 gehörte ein Gebiet zum Vermögen, welches fast 400 Morgen, also etwa 100 Hektar umfasste.
Diese Fläche lag rechts der Schönhauser Allee von der jetzigen Metzer Straße nach Norden bis zur Grenze der heutigen Ortsteile Pankow und Weißensee. Die Lücke zwischen Metzer Straße 42 und 43, die sich bis zum Kollwitzplatz hinzog, war der alte Büttnersche Feldweg und bezeichnet östlich die Grenze mit den damaligen Bötzowländereien, die zum großen Teile rechts und links von der Kollwitzstraße lagen.
Die Büttnersche Grenze zog sich in gerader Richtung bis zur Danziger Straße. Sie lief an der Danziger Straße bis zur Ecke der Prenzlauer Allee, an dieser weiter nach Norden, sprang dann gegenüber der jetzigen Kuglerstraße etwa 250 Meter weit auf die östliche Seite der Prenzlauer Allee über und ging darauf in stumpfem Winkel bis zur Weißenseer Grenze.
Westlich zog sich die Grenze des Ackers an der Lychener Straße entlang, ging dann nördlich bis an die Pankower Feldmark und im Süden an der Schönhauser Allee entlang bis zur Metzer Straße.
Das Areal des Jüdischen Friedhofs Schönhauser Allee gehörte bis 1826 ebenfalls zu diesem Gelände.